# Прогресивна партія США (1924 року)
Прогресивна партія (1924 року) — політична партія США, яка частково була продовженням партії з такою ж назвою 1912 року й була особливо активна під час передвиборчої президентської кампанії 1924 року. Багато істориків вважають, що партія була створена Робертом Ла Фоллетом виключно під ці вибори. Після 1924 року її активність на національному рівні істотно впала і останній представник, який був обраний у Сенат США як представник Прогресивної партії, став сенатором в січні 1937 року.

## Історія
Сенатор від Вісконсину Роберт Лафоллет намагався створити прогресивне крило в Республіканської партії Вісконсину ще в 1900-х роках. Однак тоді в 1912 році лідерство партії перехопив колишній президент-республіканець Теодор Рузвельт, відколовшись від Республіканської партії. Після остаточного виходу рузвельтівського крила з Прогресивної партії Лафоллет зміг стати лідером нової партії. У 1924 році партія закликала до націоналізації залізниць та інших соціальних реформ. На виборах 1924 року Прогресивна партія представляла коаліцію фермерів і трудящих. Вона була підтримана Соціалістичною партією, Американською федерацією праці та багатьма залізничними профспілками. Лафоллет отримав 17 % голосів, але переміг тільки в рідному Вісконсині. У наступному 1925 році він помер, але його сім'я продовжувала партійну політичну активність у Вісконсині, періодично вступаючи в коаліції з республіканцями чи демократами. Наприклад, у 1932 році син Лафоллета брав участь в передвиборчої кампанії демократа Франкліна Рузвельта.